# Hermann Teuber (Fußballspieler)
Hermann Teuber war ein deutscher Fußballspieler.
Der Abwehrspieler spielte in der Saison 1942/43 für Kickers Offenbach. Mit der Mannschaft gewann er die Meisterschaft der Gauliga Hessen-Nassau und stand im Achtelfinale der Deutschen Fußballmeisterschaft.
In der darauffolgenden Saison spielte er für Hertha BSC, wo er als einziger Spieler alle 18 Partien der Gauliga Berlin-Brandenburg bestritt und dabei ein Tor erzielen konnte. Hertha qualifizierte sich durch den ersten Platz für die Endrunde um die deutsche Meisterschaft; dort unterlag man im Viertelfinale dem HSV Groß Born mit 2:3.

## Quelle
- Tragmann, Voß: Das Hertha Kompendium. Verlag Harald Voß, Berlin 2017, ISBN 3-935759-27-4.

| Personendaten    | Personendaten            |
| ---------------- | ------------------------ |
| NAME             | Teuber, Hermann          |
| KURZBESCHREIBUNG | deutscher Fußballspieler |
| GEBURTSDATUM     | 20. Jahrhundert          |